# Thief River Falls
Thief River Falls é uma cidade localizada no estado americano de Minnesota, no Condado de Pennington.

## Demografia
Segundo o censo americano de 2000, a sua população era de 8410 habitantes.
Em 2006, foi estimada uma população de 8444, um aumento de 34 (0.4%).

## Geografia
De acordo com o United States Census Bureau tem uma área de
13,0 km², dos quais 12,4 km² cobertos por terra e 0,6 km² cobertos por água. Thief River Falls localiza-se a aproximadamente 332 m acima do nível do mar.

## Localidades na vizinhança
O diagrama seguinte representa as localidades num raio de 28 km ao redor de Thief River Falls.